# Víctor Asprilla
Víctor Alfonso Asprilla Caisedo (ur. 17 marca 1987) – kolumbijski zapaśnik. Brązowy medal na igrzyskach panamerykańskich w 2011 i na mistrzostwach w 2014. Trzy medale na igrzyskach igrzyskach Am.Płd, srebro w 2010 i 2014. Drugie miejsce na mistrzostwach Ameryki Południowej w 2013. Dwa medale ma na igrzyskach boliwaryjskich w 2013 roku.